# Sybota osornis
Sybota osornis är en spindelart som beskrevs av Brent D. Opell 1979. Sybota osornis ingår i släktet Sybota och familjen krusnätsspindlar. Inga underarter finns listade i Catalogue of Life.